# Postgeschichte und Briefmarken Japans

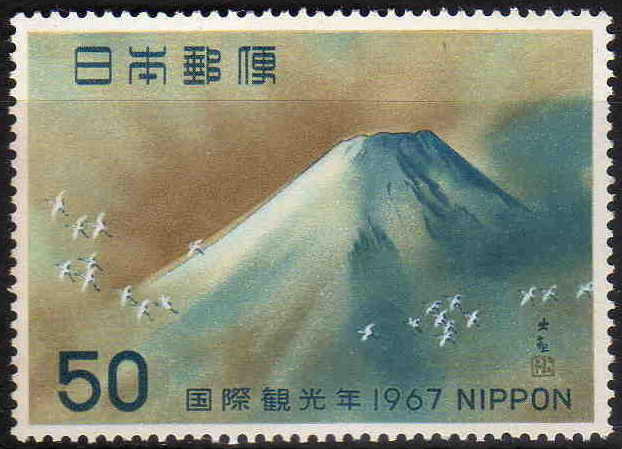
Eine japanische Briefmarke von 1967 mit einer Darstellung des Fuji-san.

Die Postgeschichte und Briefmarken Japans reichen ins 19. Jahrhundert zurück. Der erste moderne Postdienst in Japan startete 1871 mit Post, die zwischen Kyōto und Tokio sowie Tokio und Osaka ausgeliefert wurde.

## Kuriere als Vorläufer moderner Post

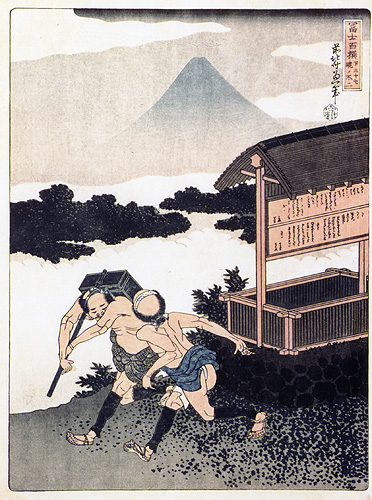
Hikyaku auf Japanischem Farbholzschnitt aus 1834 von Katsushika Hokusai (1760–1849)

Während der Asuka-Zeit (592–710) richtete die Regierung das als Gokishichidō bekannte Verwaltungssystem ein. Dieses bestand aus fünf inneren Provinzen und sieben äußeren Regionen, die jeweils mit Fernstraßen verbunden waren. Als „Ekishi“ (駅使) bezeichnete Kuriere wurden eingesetzt, die als offizielle Kennzeichnung mit speziellen Postglocken (駅鈴 ekirei) aus Kupfer ausgerüstet wurden. Bis zur Kamakura-Zeit (1185–1333) war das System jedoch zusammengebrochen und das Kamakura-Shōgunat setzte stattdessen sogenannte Hikyaku ein, die Briefe, Dokumente und Pakete über ein System von Relaisstationen zwischen den Militärregierungen des Shōgunats beförderten. Ab 1858 wurden sie allmählich von moderneren Systemen abgelöst.

## Ausländische Postämter

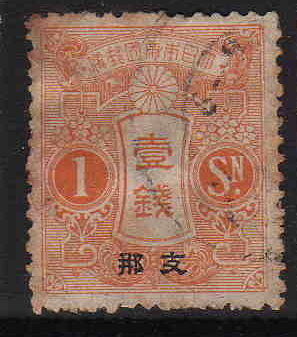
Briefmarke schwarz überdruckt für den Gebrauch in japanischen Postämtern in China

### Ausländische Postämter in Japan
Bevor Japan 1871 erstmals öffentliche Postämter einrichtete, unterhielten mehrere ausländische Nationen eigene Postämter. Die Briten eröffneten Ämter in mehreren Hafenstädten: 1859 in Yokohama, 1860 in Nagasaki und 1869 in Kobe. Ab 1864 – bis zur Schließung der Postämter im Dezember 1879 – verwendeten diese Briefmarken von Hongkong. Frankreich hatte von 1865 bis 1880 ebenfalls ein Postamt in Yokohama, in dem französische Briefmarken verwendet wurden. Die Vereinigten Staaten eröffneten 1867 Postämter in Yokohama und Nagasaki, 1868 in Kobe und 1871 in Hakodate unter Verwendung von US-Briefmarken und schlossen diese 1874.

### Japanische Postämter im Ausland
Japan gab später selbst Briefmarken für den Gebrauch in seinen Postämtern in China (1876–1922) und Korea (1876–1905) aus.

## 19. Jahrhundert

### Erster moderner Postdienst
1870 besuchte der japanische Staatsmann Maejima Hisoka London, um die Funktionsweise des britischen Postwesens kennenzulernen, und gründete daraufhin 1871 den japanischen Postdienst. Dies geschah während der rasanten Industrialisierung und der damit verbundenen sozialen Umstrukturierung, die die Meiji-Zeit in der japanischen Geschichte symbolisiert.
Angesichts der Tatsache, dass die Eisenbahntechnologie des Landes noch in den Kinderschuhen steckte, stützte sich Japans wachsender Postdienst dabei bis in die 1920er in hohem Maße auf den Transport zu Fuß (einschließlich Rikschas) und Pferd. Das Eisenbahnnetz vom nördlichen Aomori nach Nagasaki wurde 1889 fertiggestellt.

### Erste Briefmarken

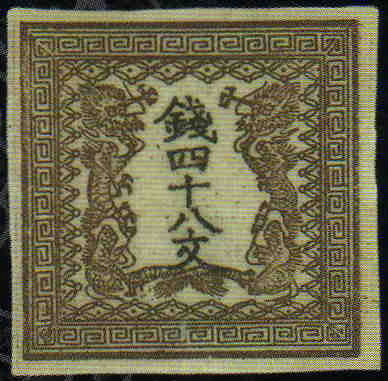
Die erste Briefmarke Japans zu 48 文, 1871

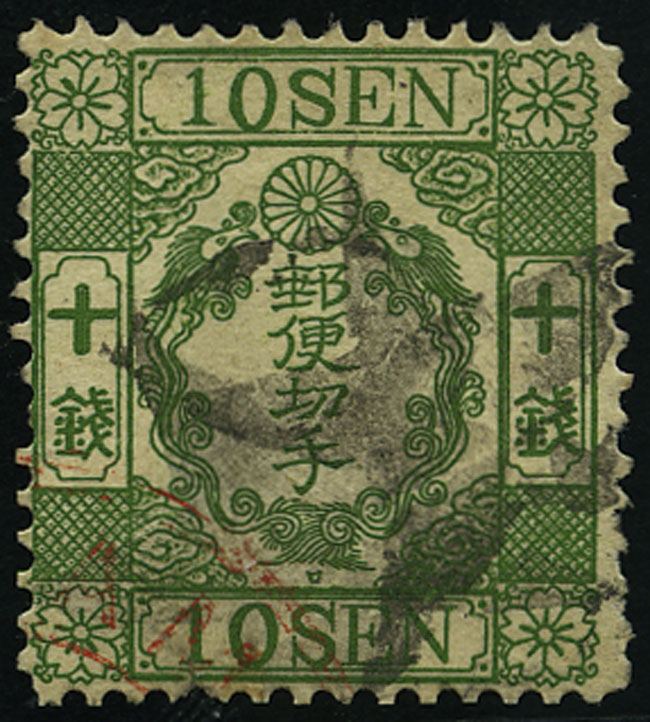
Ausgabe mit „10 Sen“ in Lateinischen Buchstaben, 1872

Die ersten Briefmarken wurden im April 1871 in einem Satz von vier Briefmarken herausgegeben, die die verschiedenen Portogebühren abdeckten. Das komplexe zweifarbige Design bestand aus einem farbig gedruckten, verzierten Rahmen und einem darin zur Mitte ausgerichteten Drachenpaar sowie der dazwischen schwarz aufgedruckten Entgelthöhe in Japanischer Schrift. Die Währungseinheit war zunächst Mon (文), eine bis 1870 verwendete Währung Japans. Die vier Entgelthöhen des unperforierten Sets waren dabei 48 文, 100 文, 200 文 und 500 文 in den jeweiligen Farben dunkelbraun, dunkelblau, orange und hellblau.

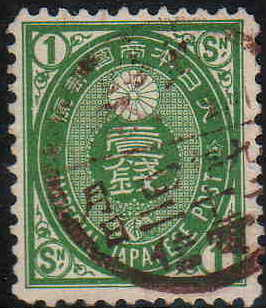
Briefmarke von 1877

Das gleiche grundlegende Design jedoch in Yen (円) bzw. in Sen (銭, 1 Yen = 100 Sen) erschien 1872, welches wiederum bald darauf durch ein völlig neu designtes Set aus vier Briefmarken ersetzt wurde.
Dieses beinhaltete nun auch die Entgelthöhe in Lateinischen Buchstaben – einen Trend setzend der im Allgemeinen bis heute andauert – und die Darstellung einer Chrysantheme, dem kaiserlichen Siegel. Das „Chrysanthemenwappen“ war daraufhin bis zum Jahr 1947 anstelle eines Porträts des Kaisers Teil jeder japanischen Briefmarke.
Vier Jahre später, im Jahr 1876, wurde eine lange laufende Dauermarkenserie eingeführt, die neben einer Japanischen auch eine Englische Aufschrift „IMPERIAL JAPANESE POST“ („kaiserliche japanische Post“) und üblicherweise einen innen oval ausgeschnittenen Rahmen zeigte.

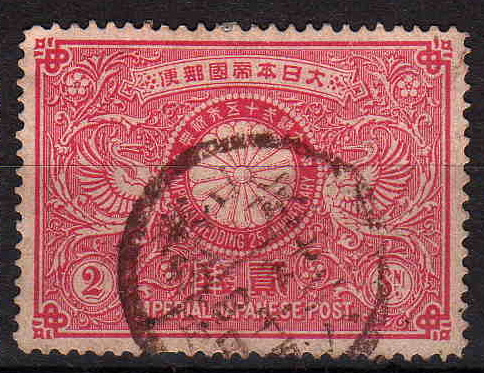
Die erste Gedenk-
marke, 1894

Im Jahr 1879 trat Japan dem 1874 gegründeten Weltpostverein bei.
Die erste Gedenkmarke wurde im Jahr 1894 zum 25. Jubiläum der Hochzeit zwischen Tennō Meiji und Kaiserin Shōken ausgegeben.
Die ersten Personen, die auf einer Briefmarke dargestellt wurden, waren 1896 Prinz Kitashirakawa Yoshihisa und Prinz Arisugawa Taruhito zu Ehren ihrer Rolle im Ersten Japanisch-Chinesischen Krieg, der ein Jahr zuvor endete.

### Telegrafenmarken

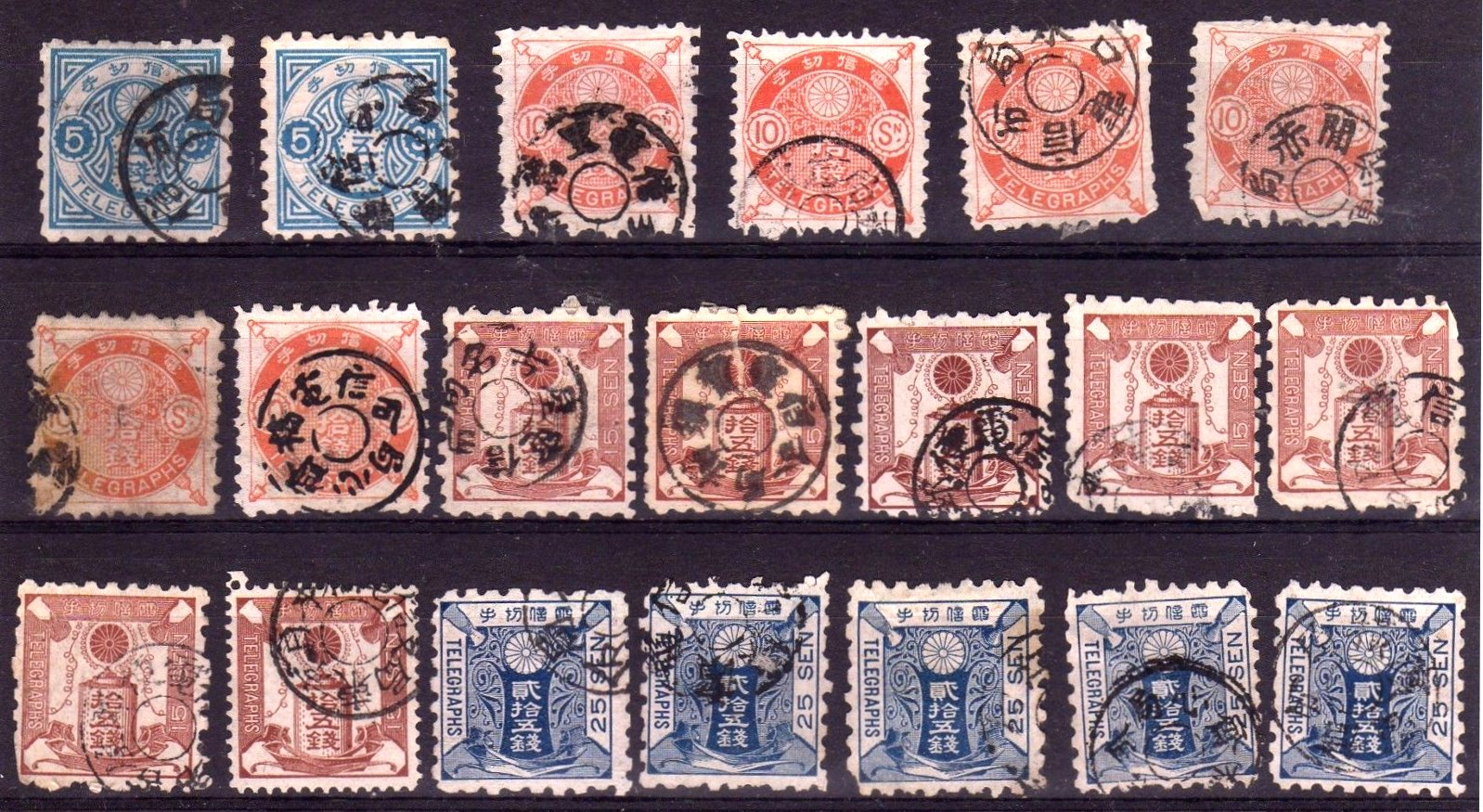
Telegrafenmarken von 1885

Ab 7. Mai 1885 wurden neben Briefmarken auch Telegrafenmarken ausgegeben, um Telegrammgebühren zu bezahlen. Es wurden 10 Arten von 1, 2, 3, 4, 5, 10, 15, 25, 50 Sen und 1 Yen verkauft.
Kurz nach der Übergabe der Zuständigkeit für das Telegrafenwesen vom „Ministerium für öffentliche Arbeiten“ (Kōbu-shō) an das Kommunikationsministerium (Teishin-shō) sollten die Telegrafengebühren jedoch per Briefmarken bezahlt werden, um den bürokratischen Aufwand zu senken. Die Ausgabe von Telegrafenmarken wurde somit am 10. März 1888 wieder abgeschafft und ihr Gebrauch wurde 1890 verboten. Danach konnten bis 1949 stattdessen Briefmarken zur Bezahlung von Telegrammgebühren verwendet werden.

## 20. Jahrhundert

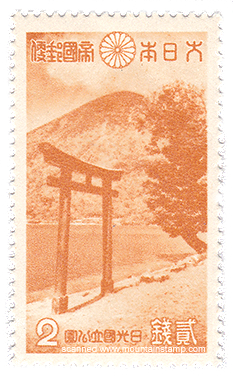
Marke der Nationalpark-
Serie (Nikkō), 1938

### Anfang des 20. Jahrhunderts
1935 gab es die erste Neujahrsbriefmarke. Diese wurde am 1. Dezember für die Frankatur der in Japan traditionell zum Jahresende verschickten Neujahrskarten ausgegeben. Sie zeigte eine karminrote Darstellung des Fuji-san, so wie auch die ersten Briefmarken der lange laufenden Nationalpark-Serie. Letztere erschienen am 10. Juli 1936, nachdem zuvor am 1. Februar der Fuji-Hakone-Izu-Nationalpark als neunter Nationalpark des Landes ausgewiesen wurde.

### Ausgaben des Zweiten Weltkriegs
Eine weitere Dauermarkenserie aus dem Jahr 1942 spiegelte Japans Eintritt in den Zweiten Weltkrieg wider. Diese zeigten neben herkömmlichen Motiven auch japanische Arbeiter und Piloten. Eine neue Serie ersetzte diese 1945, und eine weitere 1946 – grob gedruckt und unperforiert ausgegeben. Auch zahlreiche Sondermarken zeigten Kriegsmotive. Beispielsweise die am 8. Dezember 1942 zum „Ersten Jahrestag des Großen Ostasiatischen Pazifikkriegs“ ausgegebenen Gedenk- und Zuschlagsmarken. Hier wurde auf der 5+2 Sen-Briefmarke der Angriff auf Pearl Harbor vom 7. Dezember 1941 abgebildet. Während des Krieges gab Japan zudem Variationen mit Überdrucken und neuen Designs für seine besetzten Territorien aus.

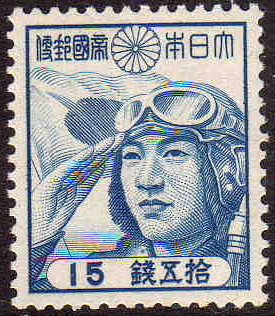
Pilot aus Dauerserie, 1942
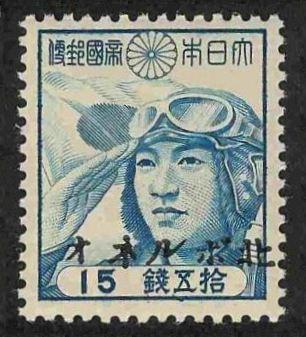
Überdruck „Nord-Borneo“ (北ボルネオ)
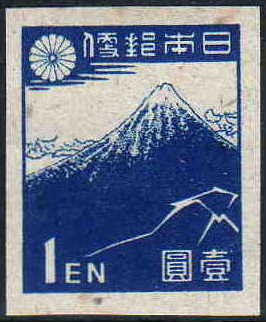
Unperforierte 1-Yen-Briefmarke aus Dauerserie, 1946
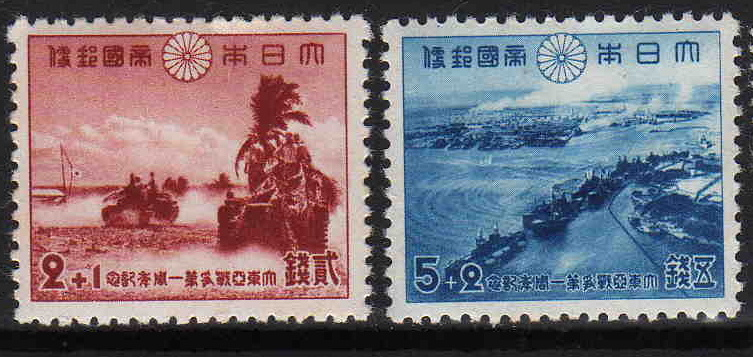
Zuschlagsmarken, 8. Dezember 1942
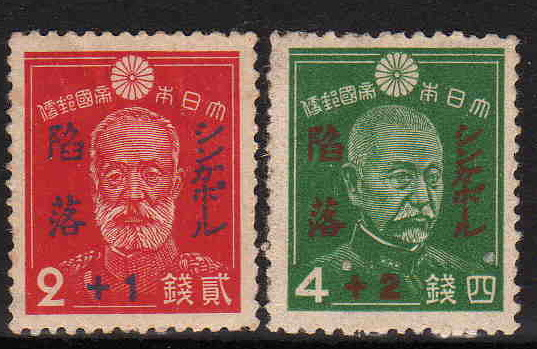
Sondermarke zur Kapitulation Singapurs, 1942

Auswahl japanischer Besatzungszonen

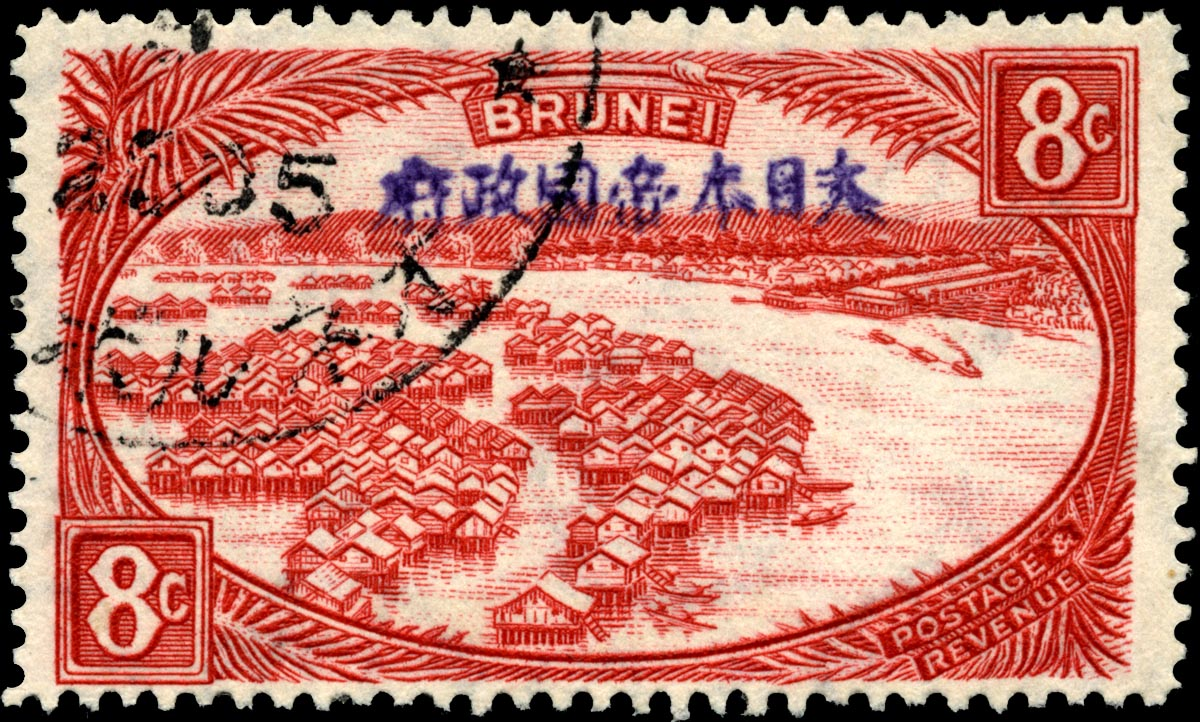
Brunei-Briefmarke mit japanischem Überdruck, 1942

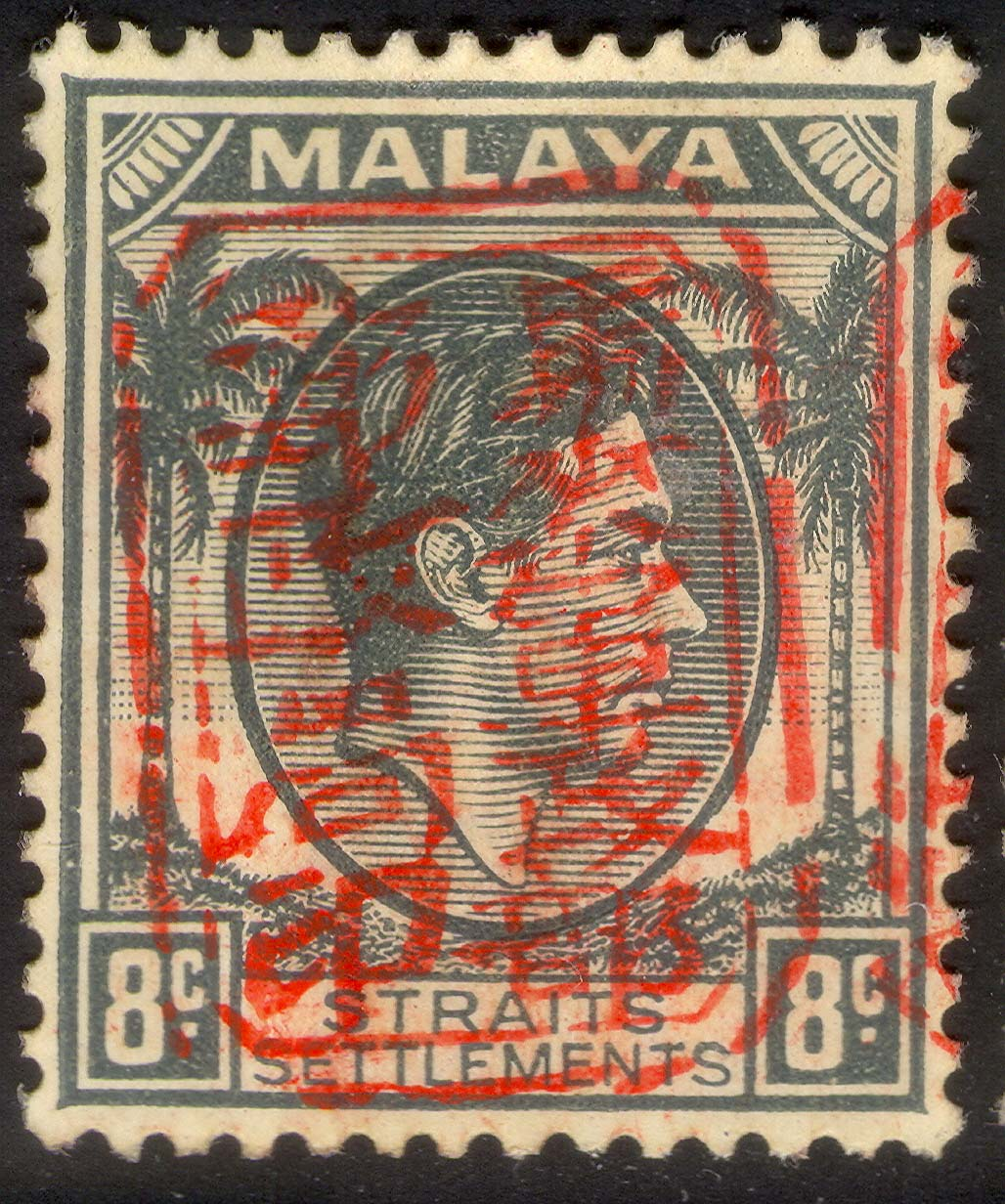
Malaya Strait Settlements mit Überdruck, 1942

- Burma: Burmesische Marken mit Pfauaufdruck, bzw. japanische Marken mit Wert-Überdruck in burmesischen Anna, Ausgabe 1942–1944[6]
- China
  - Henan: Überdruck 河南, Ausgabe 1941–1942[7]
  - Jiangsu: Überdruck 北蘇, Ausgabe 1941–1942[8]
  - Nordchina: Überdruck 華北, Ausgabe 1941–1945[9]
  - Shanxi: Überdruck 山西, Ausgabe 1941–1942[10]
  - Guangdong: Überdruck, Ausgabe 1942–1945[11]
  - Hubei: Überdruck 湖北, Ausgabe 1941–1945[12]
  - Mengjiang: Überdruck 蒙疆, Ausgabe 1941–1945[13]
  - Shandong: Überdruck 山東, Ausgabe 1941–1942[14]
  - Zentralchina: Überdruck, Ausgabe 1941–1945[15]
- Hongkong: Japanische Briefmarken mit Überdruck, Ausgabe 1945[16]
- Malaya: Malayische Marken mit Überdruck, z. B. 大日本郵便, Ausgabe 1942–1944[17]
- Straits Settlements: Ausgabe 1942–1944[18]
- Philippinen: Ausgabe 1942–1945[19]
- Insel Borneo
  - Brunei: Ausgabe 1942–1945[20]
  - Nordborneo: Überdruck 北ボルネオ, Ausgabe 1942–1945[21]
  - Kelantan[22], Malakka[23], Pahang[24], Penang[25], Perak[26], Sarawak[27], Negri Sembilan[28]: Ausgabe 1942
  - Johor[29], Kedah[30], Trengganu[31]: Ausgabe 1942–1943
  - Selangor: Ausgabe 1942–1944[32]

### Alliierte Besatzung
Vor dem Krieg lautete der Name auf jeder Briefmarke „Post des Kaiserreichs Großjapan“ (大日本帝国郵便 Dainippon-teikoku-yuubin), der vertikal oder horizontal von rechts nach links geschrieben wurde. Im August 1946 wurde er jedoch zur heutigen „Post Japans“ (日本郵便 Nippon-yuubin) geändert.
Während der Besatzungszeit wurde zudem begonnen die Schreibrichtung der Japanischen Schrift auf den Briefmarken nach westlicher Gewohnheit bei horizontalen Texten von links nach rechts, anstatt wie bisher von rechts nach links zu setzen.
Die British Commonwealth Occupation Force benutzte zwischen Oktober 1946 und Februar 1949 im durch die Alliierten besetzten Japan australische Briefmarken mit dem Überdruck „B.C.O.F. / JAPAN / 1946“.

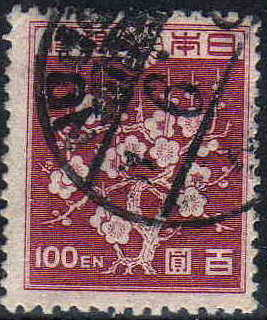
Briefmarke mit rechts-links Schreibrichtung, 1947
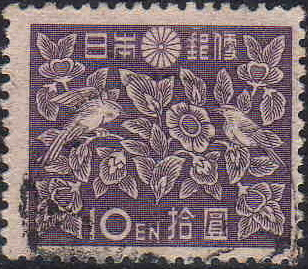
Briefmarke mit links-rechts Schreibrichtung, 1947
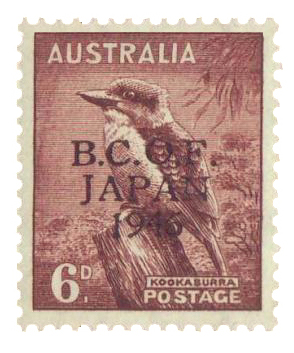
Australische Briefmarke mit Überdruck, 1946

Ryūkyū-Inseln

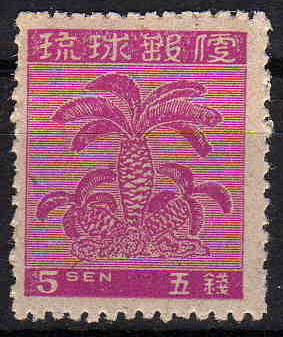
Die erste Ryūkyū-Briefmarke, 5 Sen, 1948

Die Ryūkyū-Inseln wurden 1945 vom US-Militär besetzt. Nach Kriegsende wurde 1952 eine Zivilregierung unter amerikanischer Kontrolle eingerichtet. Die erste Briefmarke wurde am 1. Juli 1948 ausgegeben und zeigte magentafarbene Palmfarne. Ryūkyū-Briefmarken enthielten zumeist das japanische Wort für Ryūkyū-Post (琉球郵便 ryūkyū-yūbin) in Siegelschrift. Die letzte Briefmarke war eine Gedenkmarke, die am 20. April 1972 ausgegeben wurde. Am 14. Mai 1972 wurden die Inseln wieder offizieller Teil des japanischen Nationalstaats und ab dem 3. Juni waren auf den Ryūkyū-Inseln nur noch die japanischen Briefmarken gültig.

### Ende des 20. Jahrhunderts
Im Einklang mit den Regularien des Weltpostvereins begann Japan 1966 neben dem Entgelt auch den Landesnamen zusätzlich in Lateinischen Buchstaben („NIPPON“) zu schreiben.
Von 1989 an erschienen Präfekturmarken. Obwohl diese im ganzen Land gültig waren, wurden sie zunächst nur in der jeweiligen Präfektur verkauft und zeigten unterschiedliche Designs. Ab 2008 wurden sie dann landesweit verkauft. Darüber hinaus wurde der moderne kalligraphische Stil des Schriftzugs „Japan Post“ auf jeder Briefmarke abgeändert, um ihn an den Siegelschrift-Stil der meisten Nicht-Präfekturmarken anzugleichen.

## 21. Jahrhundert
Der Postdienst wurde 2003 mit der Gründung der Japan Post neu organisiert. Im Rahmen einer Privatisierung entstand am 1. Oktober 2007 die japanische Postgesellschaft Nippon Yūsei K.K. Sie ist eine Holdinggesellschaft für die vier Unternehmen, die aus der Japan Post, dem Nachfolger der japanischen Staatspost, entstanden sind.
Bis heute gibt es über 13.000 japanische Briefmarken inklusive ihrer Variationen. Bezieht man Ausgaben für ausländische Postämter mit ein (z. B. in Besatzungszonen) kommt man sogar auf über 15.000 Briefmarken.

## Postadressen

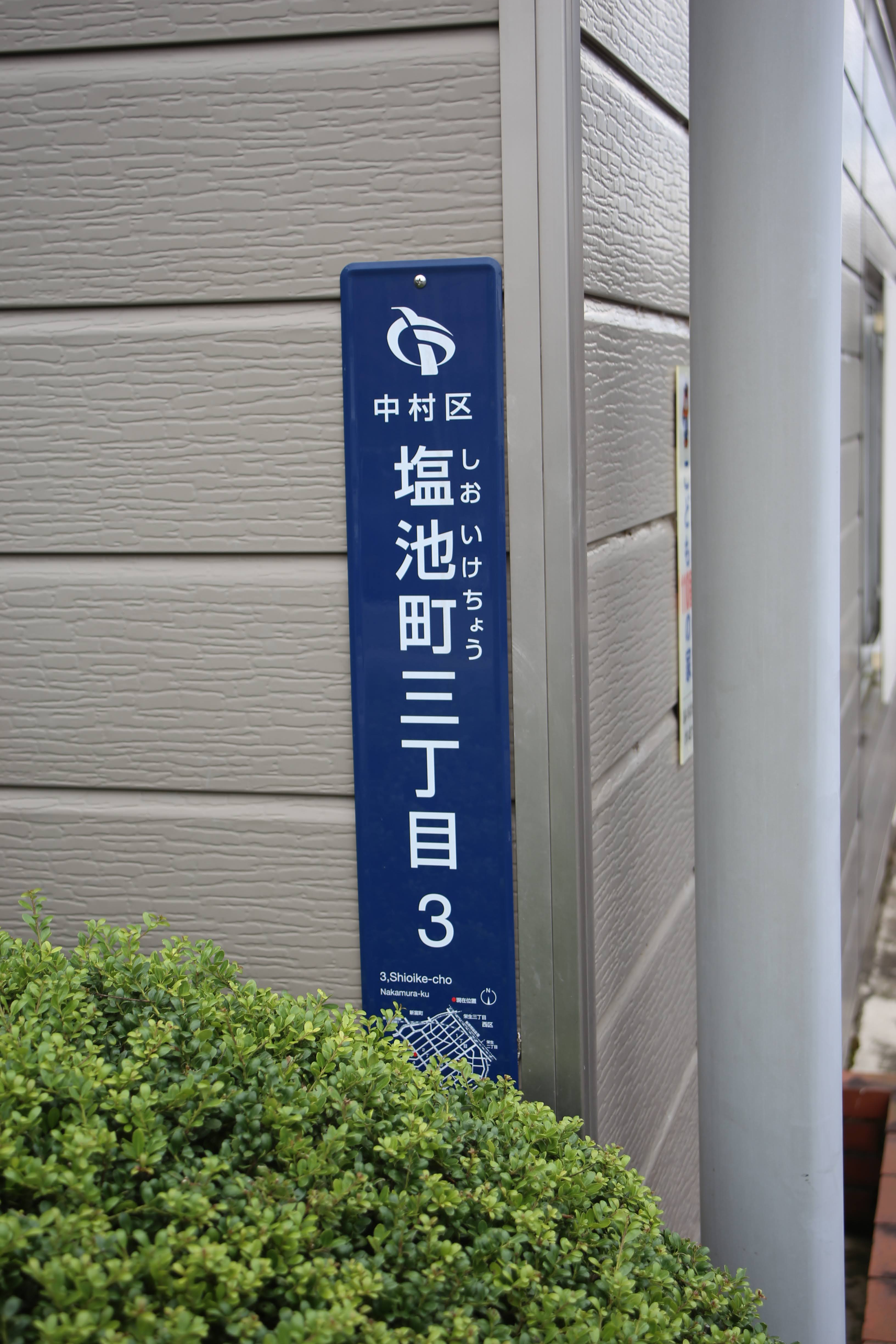
Beispiel: Shioike-chō, Ortsteil Nr. 3 (三丁目, san-chōme), Häuserblock Nr. 3

Das System der Postadressen in Japan basiert nicht auf Straßen und Hausnummern, sondern auf Verwaltungseinheiten, die auf der historischen Einteilung der Besteuerung von Selbstverwaltungsgebieten beruhen. In diesem Parzellensystem teilt sich Japan in Präfekturen, die Präfekturen in Gemeinden (市 shi „[kreisfreie] Stadt“, 区 ku „[Sonder-]Bezirk“, 町 machi/chō „[kreisangehörige] Stadt“ oder 村 mura/son „Dorf“), Gemeinden in benannte Ortsteile (町 chō/machi und/oder 字 aza), manche Ortsteile in nummerierte Stadtteilabschnitte (丁[目] chō[me]), Ortsteile oder deren Abschnitte in Häuserblöcke (番 ban) und diese wiederum in Teilparzellen (号 gō). Die Nummerierung erfolgt dabei im Uhrzeigersinn. Japanische Straßen besitzen somit häufig keinen Namen, da dieser bei der Adressierung nicht benötigt wird. Japanische Postleitzahlen sind siebenstellig, mit einem Bindestrich zwischen der dritten und vierten Ziffer.

## Postsymbol

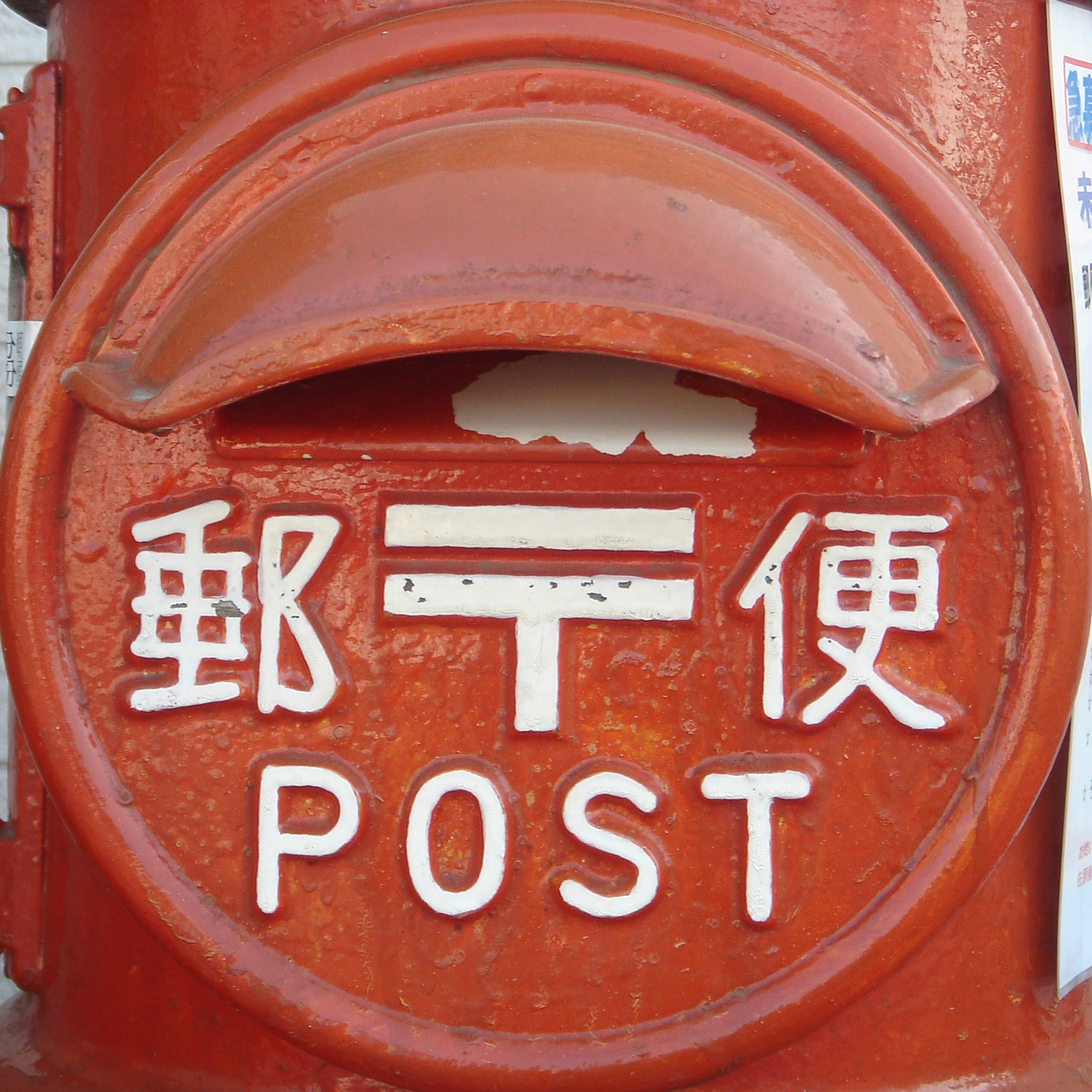
Briefkastenbeschriftung

Das Symbol für ein Postamt in Japan ist eine stilisierte Form der Katakana-Silbe „te“ (Katakana-Silbe: テ; Post-Symbol: 〒). Es wird auf den Schildern von Postämtern, auf Briefkästen und vor der Postadresse auf Umschlägen und Paketen verwendet. Es leitet sich von dem Japanischen Wort „teishin“ (逓信, wörtlich „Kommunikation“) ab.
Beim Tippen des Japanischen Wortes für Post (yūbin) in einem Textverarbeitungssystem erhält man das Symbol zur Auswahl.
Es gibt mehrere typographische Varianten des Symbols in Unicode, darunter eine eingekreiste, 〶 (Unicode U+3036), welche als offizielles Kartensymbol der Geospatial Information Authority of Japan für Postämter verwendet wird.
Es erscheint auch in dem Emoji 🏣 (Unicode U+1F3E3), welches ein japanisches Postamt darstellt – erkennbar durch das kleine rote Postsymbol auf dem Dach des Gebäudes.
〠 (Unicode U+3020) ist ein Charakter der Japan Post dessen Hut und Nase das Postsymbol darstellen. Sein Name ist Number-kun. 1998 kreierte Japan Post einen neuen Charakter namens „Poston“ daher wird Number-kun seitdem kaum noch verwendet.

### Wikipediaschwesterprojekte, -portale und -artikel
- Briefmarken-Jahrgänge: 1939 • 1940 • 1941 • 1942 • 1943 • 1944 • 1945
- Postgeschichte und Briefmarken der Ryūkyū-Inseln
- Postgeschichte und Briefmarken Mandschukuos

### Weiterführende Literatur
- Ron Casey und Kenneth Kamholz: Cumulative index to Japanese Philately, Volumes 1–60 (1946–2005). Haddonfield N.J.: International Society for Japanese Philately, 2006[41]
- Ministry of Postal Services: Japan and her postal service. Tokyo: Maejima Society, 1961 (englisch, 106 S.)
- F. J. Peplow: Plates of the Stamps of Japan 1871–76. London: F.J. Peplow, 1910. (Privately printed – 25 copies.)
- Tatsuji Nishioka: 65 Years in Stamps. A Philatelic History of the Shōwa Period. Hrsg.: James Bendon. Limassol, Zypern 1994, ISBN 9963-579-67-1 (englisch, 128 S., Übersetzt und bearbeitet von Scott Gates und Robert Elliott).
- A. M. Tracey Woodward: The Postage Stamps of Japan and Dependencies. London: Harris Publications; Tokyo; Shanghai printed: S. Mayéba, 1928 (Two volumes – only 100 copies printed). Partially reprinted by Quarterman Publications in 1976.
- Yokiti Yamamoto: Japanese Postage Stamps (for philatelists). Tokyo: Board of Tourist Industry, Japanese Government Railways, 1940 (englisch, 105 S.)